# الأسماء والصفات (كتاب)
الأسماء والصفات كتاب في العقيدة الإسلامية من تأليف أبو بكر البيهقي يحتوي على أحاديث مسندة تتضمن أسماء الله وصفاته. وقد سماه البيهقي (كتاب أسماء الله جل ثناؤه وصفاته التي دل كتاب الله تعالى على إثباتها، أو دلت سنة رسول الله صلى الله عليه وسلم، أو دل عليه إجماع السلف هذه الأمة قبل وقوع الفرقة وظهور البدع). قال الإمام محمد زاهد الكوثري: «"فقام [أي البيهقي] بتأليف كتاب (الأسماء والصفات) ساعيا في استقصاء ما ورد في الأبواب من الأحاديث مع تبيين الصحيح والسقيم منها، وتثبيت وجه الكلام في النصوص الواردة في الأسماء والصفات ناقلا عن قادة النظر وسادة التأويل المعاني المرادة منها فأحسن جد الإحسان وأجاد كل الإجادة إلا في مواضع يسيرة مغفورة في بحر إفضاله المواج فالله سبحانه يكافئه على هذا العمل المبرور جزاء من أحسن عملا، فإنه بعمله هذا انتشل عقلاء الرواة من أهل عصره ومن بعده مما تورطوا فيه من الزيغ، وعرف أهل النظر الأخبار الصحاح التي لا يسوغ لهم إنكارها من الروايات الكاذبة ردها فشفى وكفى".»

## موضوعات الكتاب

كتاب الأسماء والصفات للإمام البيهقي في علم العقيدة والتوحيد، يشتمل على أسماء الله تعالى وصفاته التي دل كتاب الله على إثباتها أو دلت سنة رسول الله أو دل عليه إجماع سلف الأمة قبل وقوع الفرقة وظهور البدعة.

- باب إثبات أسماء الله تعالى ذكره بدلالة الكتاب والسنة وإجماع الأمة.
- باب عدد الأسماء التي أخبر النبي صلى الله عليه وسلم أن من أحصاها دخل الجنة.
- باب بيان الأسماء التي من أحصاها دخل الجنة.
- باب بيان أن لله جل ثناؤه أسماء أخرى.
- باب جماع أبواب معاني أسماء الرب عز ذكره.
- باب ذكر الأسماء التي تتبع إثبات الباري جل ثناؤه والاعتراف بوجوده جل وعلا.
- باب جماع أبواب ذكر الأسماء التي تتبع إثبات وحدانيته عز اسمه.
- باب جماع أبواب ذكر الأسماء التي تتبع إثبات الإبداع والاختراع له.
- باب جماع أبواب ذكر الأسماء التي تتبع نفي التشبيه عن الله تعالى جده.
- باب جماع أبواب ذكر الأسماء التي تتبع إثبات التدبير له دون ما سواه.
- باب ما جاء في حروف المقطعات في فواتح السور وأنها من أسماء الله عز وجل.
- باب ما جاء في فضل الكلمة الباقية في عقب إبراهيم عليه السلام وهي كلمة التقوى ودعوة الحق لا إله إلا الله.
- باب جماع أبواب إثبات صفات الله عز وجل.
- باب ما جاء في إثبات صفة الحياة.
- باب ما جاء في إثبات صفة العلم.
- باب ما جاء في إثبات القدرة.
- باب ما جاء في إثبات القوة وهي القدرة.
- باب ما جاء في إثبات العزة لله عز وجل.
- باب ما جاء في الجلال والجبروت والكبرياء والعظمة والمجد.
- باب قول الله عز وجل: {ونقر في الأرحام ما نشاء}.
- باب قول الله عز وجل: {وما تشاءون إلا أن يشاء الله}.
- باب قول الله عز وجل: {ما كانوا ليؤمنوا إلا أن يشاء الله}.
- باب قول الله عز وجل: {يريد الله ليبين لكم}.
- باب قول الله عز وجل: {ولله ما في السماوات وما في الأرض يغفر لمن يشاء ويعذب من يشاء}.
- باب قول الله عز وجل: {إن الله يفعل ما يشاء}.
- باب ما شاء الله كان وما لم يشأ لم يكن.
- باب قول الله عز وجل: {ولا تقولن لشيء إني فاعل ذلك غدا إلا أن يشاء الله}.
- باب ما جاء عن السلف رضي الله عنهم في إثبات المشيئة.
- باب ما جاء في قول الله عز وجل: {يريد الله بكم اليسر ولا يريد بكم العسر}.
- باب ما جاء في إثبات صفة السمع.
- باب ما جاء في إثبات صفة البصر والرؤية.
- باب ما جاء في إثبات صفة الكلام.
- باب ما جاء في إثبات صفة القول.
- باب ما جاء في إثبات صفة التكليم، والتكلم، والقول.
- باب قول الله عز وجل: {وما كان لبشر أن يكلمه الله إلا وحيا أو من وراء حجاب}.
- باب ما جاء في إسماع الرب عز وجل بعض ملائكته كلامه.
- باب إسماع الرب جل ثناؤه كلامه من شاء من ملائكته ورسله وعباده.
- باب رواية النبي صلى الله عليه وسلم قول الله عز وجل في الوعد والوعيد، والترغيب والترهيب.
- باب قول الله عز وجل: {لمن الملك اليوم لله الواحد القهار}.
- باب قول الله عز وجل : {يوم يجمع الله الرسل فيقول ماذا أجبتم}.
- باب قول الله عز وجل: {الأخلاء يومئذ بعضهم لبعض عدو إلا المتقين}.
- باب قول الله عز وجل: {إن الذين يشترون بعهد الله وأيمانهم ثمنا قليلا}.
- باب قول الله عز وجل: {إن ربكم الله الذي خلق السماوات والأرض في ستة أيام ثم استوى على العرش}.
- باب قول الله عز وجل: {لله الأمر من قبل ومن بعد}.
- باب ما روي عن الصحابة والتابعين وأئمة المسلمين رضي الله عنهم في أن القرآن كلام الله غير مخلوق.
- باب الفرق بين التلاوة والمتلو.
- باب قول الله عز وجل: {قل أي شيء أكبر شهادة قل الله شهيد بيني وبينكم}.
- باب جماع أبواب ما يجوز تسمية الله سبحانه، ووصفه به سوى ما مضى في الأبواب قبلها وما لا يجوز وتأويل ما يحتاج فيه إلى التأويل وحكاية قول الأئمة فيه.
- باب قول الله عز وجل: {قل أي شيء أكبر شهادة قل الله شهيد بيني وبينكم}.
- باب ما ذكر في الذات.
- باب ما ذكر في النفس.
- باب ما ذكر في الصورة.
- باب ما جاء في إثبات الوجه صفة لا من حيث الصورة.
- باب ما جاء في إثبات العين صفة لا من حيث الحدقة.
- باب ما جاء في إثبات اليدين صفتين لا من حيث الجارحة.
- باب ما ذكر في اليمين والكف.
- باب ما ذكر في الأصابع.
- باب ما ذكر في الساعد والذراع.
- باب ما ذكر في الساق.
- باب ما ذكر في القدم والرجل.
- ما جاء في تفسير قوله عز وجل: {أن تقول نفس يا حسرتى على ما فرطت في جنب الله}.
- باب ما جاء في تفسير الروح.
- باب ما روي في الرحم أنها قامت فأخذت بحقو الرحمن.
- باب ما روي في الإظلال بظله يوم لا ظل إلا ظله.
- باب ذكر الحديث المنكر الموضوع على حماد بن سلمة عن أبي المهزم في إجراء الفرس.
- جماع أبواب إثبات صفات الفعل.
- باب بدء الخلق.
- باب ما جاء في معنى قول الله عز وجل : {أم خلقوا من غير شيء أم هم الخالقون}.
- باب ما جاء في العرش والكرسي.
- باب ما جاء في قول الله عز وجل: {الرحمن على العرش استوى}.
- باب قول الله عز وجل: {وهو القاهر فوق عباده}.
- باب قول الله عز وجل: {أأمنتم من في السماء}.
- باب قول الله عز وجل لعيسى عليه السلام: {إني متوفيك ورافعك إلي}.
- باب ما جاء في قول الله عز وجل: { وهو معكم أين ما كنتم}.
- باب ما جاء في قوله عز وجل: {إن ربك لبالمرصاد}.
- باب ما جاء في قول الله عز وجل: {ثم دنا فتدلى فكان قاب قوسين أو أدنى}.
- باب ما جاء في قول الله عز وجل: {هل ينظرون إلا أن يأتيهم الله في ظلل من الغمام والملائكة}.
- باب ما روي في التقرب والإتيان والهرولة.
- باب ما روي في الوطأة بوج.
- باب ما روي في النفس وتقذر النفس.
- باب ما روي في أن الله سبحانه وتعالى قبل وجه المصلي.
- باب ما جاء في الضحك.
- باب ما جاء في العجب.
- باب ما جاء في الفرح وما في معناه.
- باب ما جاء في النظر.
- باب ما جاء في الغيرة.
- باب ما جاء في الملال.
- باب ما جاء في الاستحياء.
- باب قول الله عز وجل: {قالوا إنا معكم إنما نحن مستهزئون}.
- باب قول الله: {سنفرغ لكم أيها الثقلان}.
- باب ما جاء في التردد.
- باب قول الله عز وجل: {والله ذو الفضل العظيم}.
- باب قول الله تعالى: {قل إن كنتم تحبون الله فاتبعوني}.
- باب قول الله: {رضي الله عنهم ورضوا عنه}.
- باب قول الله عز وجل: {ألم تر إلى الذين تولوا قوما غضب الله عليهم}.
- باب ما جاء في الصبر.
- باب إعادة الخلق.
- باب قول الله عز وجل: {فظن أن لن نقدر عليه}.